# Concepción Loring
Concepción Loring (Màlaga, 4 de maig de 1868-Madrid, 20 de juny de 1935), nascuda María de la Concepción Loring y Heredia, va ser una política espanyola coneguda per ser la primera dona que va parlar al Palau del Congrés dels Diputats.

## Biografia
Loring era filla del matrimoni format per Jorge Loring i Oyarzábal, primer marquès de Loring, i la investigadora i filantropa Amalia Heredia Livermore. Va créixer, per tant, en el si d'una família d'arrels catòliques, pròpies de la burgesia de l'època, i va criar-se en un ambient refinat que va fomentar el seu amor per les belles arts. A més, va realitzar nombrosos viatges a l'estranger. Tot això va fer que s'erigís com una dona culta i intel·ligent.
Va ser designada pel dictador Primo de Rivera per formar part l'Assemblea Nacional Consultiva, oberta l'11 d'octubre de 1927, sent així (al costat de 12 més) de les primeres dones que van ocupar un escó al Congrés espanyol. Va ser la primera dona que va parlar al Congrés, fet que no va passar desapercebut al general, que va destacar la seva intervenció com un moment històric per al Parlament i per a la participació de la dona en la política.
Va morir sent marquesa vídua de La Rambla, Gran d'Espanya i Dama Noble de l'Orde de Maria Lluïsa.